# 薄伽梵歌

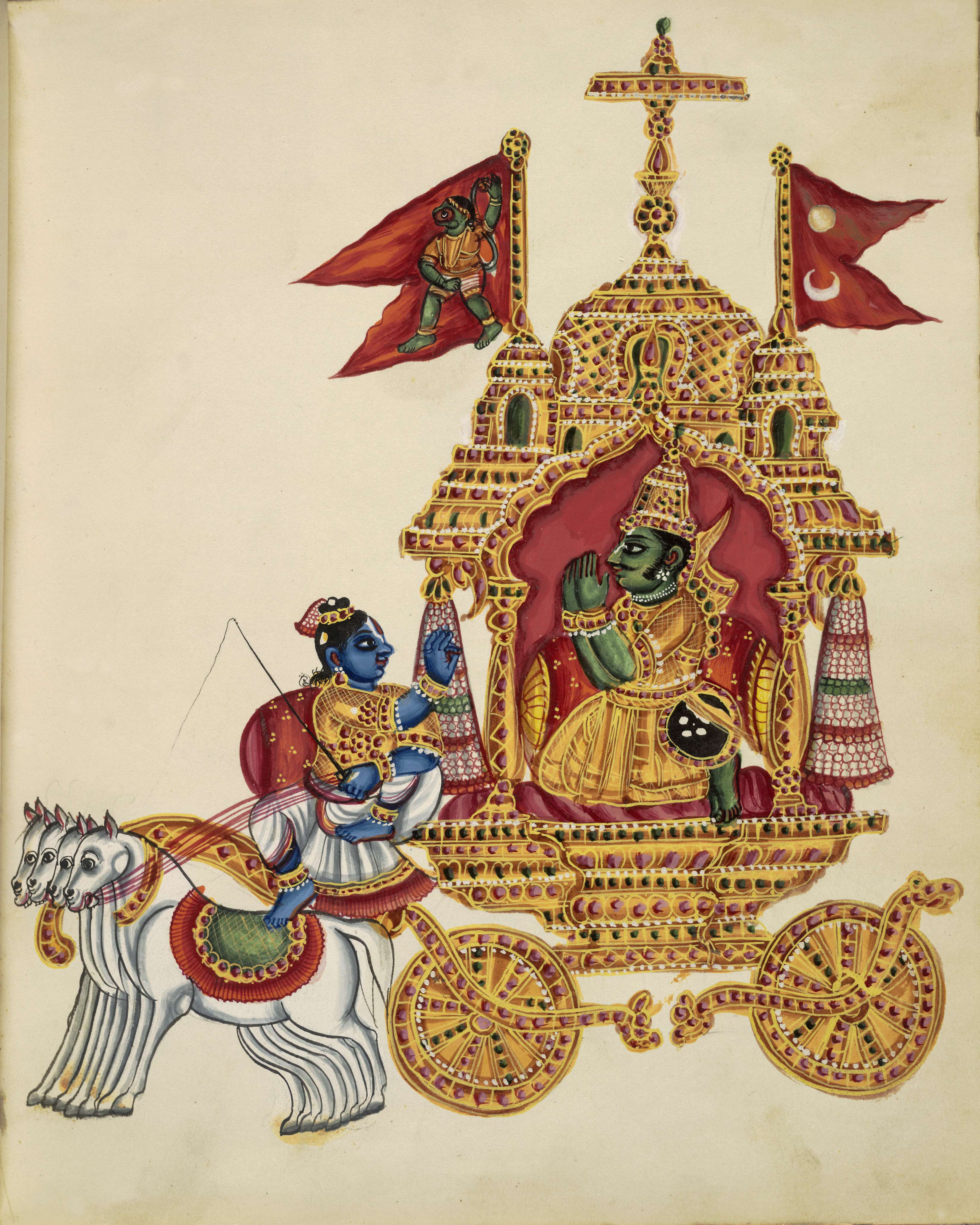
黑天与阿周那

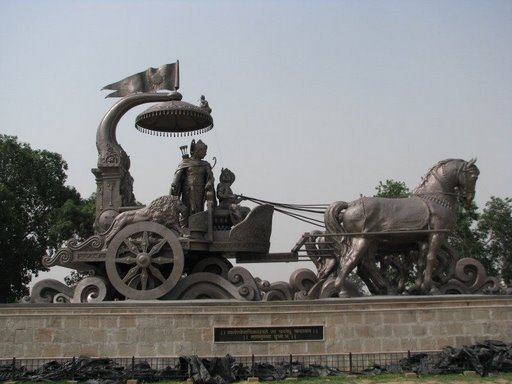
青銅戰車

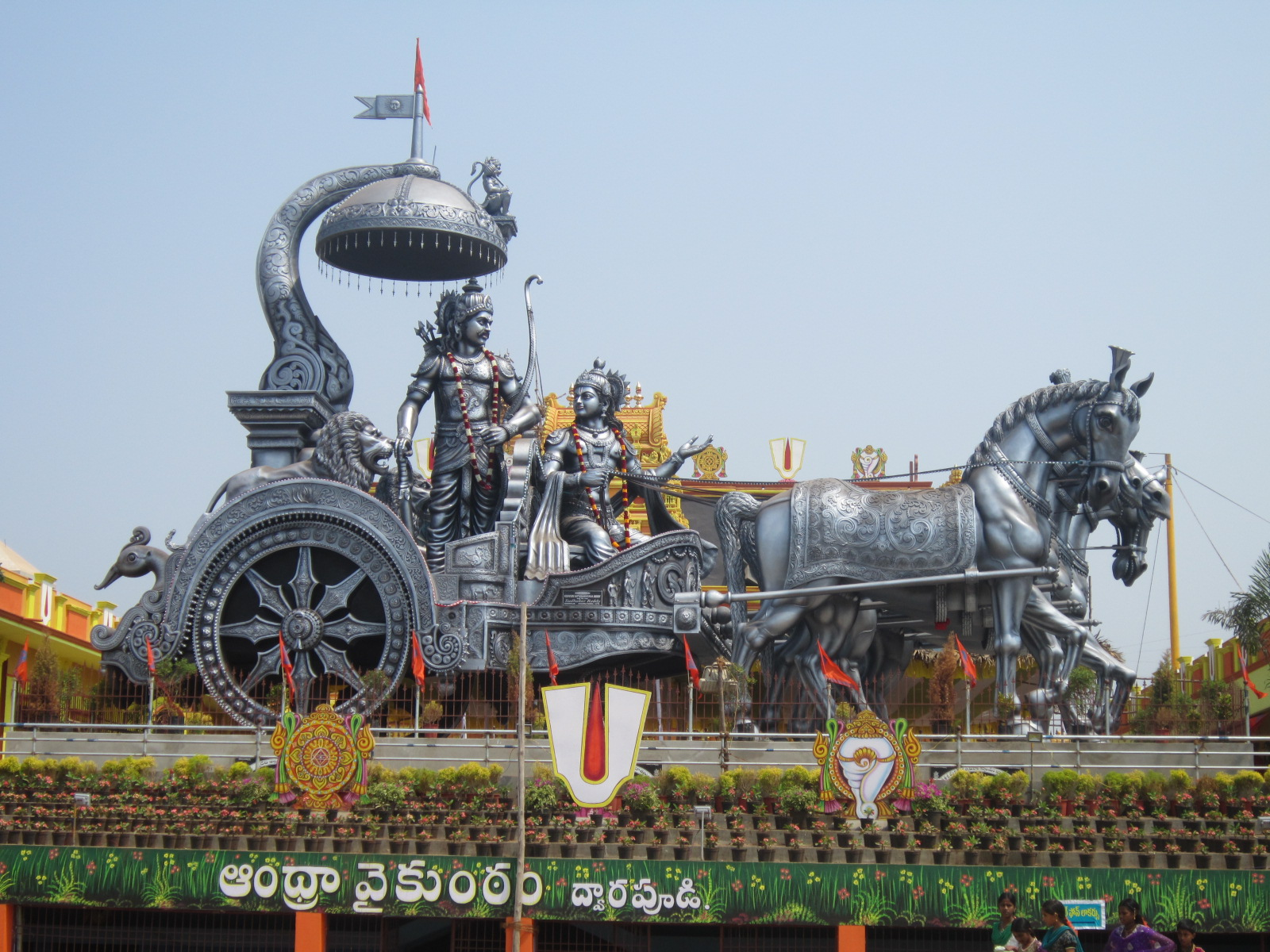

《薄伽梵歌》（羅馬化：Bhagavad Gītā，字面意思是“薄伽梵（至尊神）之颂赞/贊歌”），又称为《薄伽梵颂》，是印度教的教典，叙述了印度两大史诗之一《摩诃婆罗多》中的一段对话（位于《毗湿摩篇》的23–40），也被称为神之歌（Gītā）。学术界认为它成书于公元前五世纪到公元前二世纪。《摩诃婆罗多》中叙述的事件导致了现在爭鬥時的到来，在这个年代的开始（大约五千年前），黑天向他的朋友兼奉献者阿周那讲述了《薄伽梵歌》。它是唯一一本记录神而不是神的代言人或者先知的言论的经典。
《薄伽梵歌》被多数印度教徒视为圣典，虽然它是诗史的一部分，但是它也被视为奥义书之一，內容总共有七百句，分為十八章。
《薄伽梵歌》描述了阿周那与黑天之间在俱卢之野战争前，在战场上的对话。当时的阿周那看见许多亲戚朋友都在敌对阵营，感到难过而困惑，因此向正在充当他马车夫的黑天寻求指导。黑天对阿周那的劝导，采用了许多印度教基本的宗教信念与概念，而且他也向阿周那展现他与宇宙为一体的神身，最终成功说服阿周那参战。

## 章節概述
《薄伽梵歌》總共由18章組成：
1. 阿周那要求黑天將戰車停在兩軍之間。當阿周那看到親友在敵軍中，便失去了勇氣而決定不再戰鬥。
2. 黑天告訴阿周那，唯有肉體才會死亡，永恆的自身則是不朽；身為一個戰士，應依法擔起戰爭應負的責任。
3. 阿周那問，既然知識比行動來得重要，那為何他要參與戰鬥。黑天強調依法執行責任的重要性；但是不可執著於其結果，才是正確的行動準則。
4. 黑天向阿周那揭示，祂已經活了好幾世，一直教授著瑜伽，保護虔誠的人，懲罰為惡之人；提示行動或不行動的準則，並告訴阿周那追隨靈性導師教導的必要性。
5. 阿周那問，到底是行動好還是不行動好。黑天回答，棄絕行動和以奉獻精神行動一樣能得到解脫，但後者會更容易達到解脫的目的。所謂以奉獻精神行動，即是不執著於行動的結果，不為感官與外物接觸的快樂或悲傷所惑，譬如蓮花之出污泥而不染，只為求自身的清淨而行動。
6. 黑天描述冥想的正確姿勢以及達到三摩地（禪定）的過程。
7. 黑天教授知識的道路。
8. 黑天定義梵（Brahman）、最高靈性（adhyātma）、业（karma）、梵我（ātma）、最高存在（adhibhūta）和最高神靈（adhidaiva）等術語的涵義，並且解釋如何在死亡時憶念祂以獲得進入永恆無上的住所的資格。
9. 黑天解釋何謂万有内在神論（Panentheism），「一切皆在我之中」，以此方式在任何情況下都憶念著祂。
10. 黑天描述何以祂是一切物質及精神世界的源頭。阿周那接受黑天是至高無上的存在，因為過去的聖者亦曾如是說過。
11. 在阿周那的要求下，黑天向阿周那展現了宇宙的形體──一個「神的示現」，面對各個方向，放射光芒如千萬個太陽，並包含了各種生物及物質。
12. 黑天描述奉爱瑜伽（Bhakti Yoga）之途。
13. 黑天描述自性、神我和意識。
14. 黑天描述自然物質的三屬性：憂、暗和善。
15. 黑天描述一棵象徵性的樹木，根在上葉在下，代表物質的存在。此樹必須以利斧砍斷，如此對於感官的繫著才能切斷，而達到無上的住所。
16. 黑天說明神聖及邪惡兩本性；要達到最高的目的，吾人必須放棄「慾望」、「嫉憤」及「貪婪」。藉由覺悟及經典的訓示來辨別正確和錯誤的行動並奉行不悖。
17. 黑天說明無論人的信仰、思想、行為，甚至吃東西的習性等等，都與物質三屬性相關。
18. 最後，黑天要求阿周那放棄其他的信仰，只皈依黑天，他形容這是人生最究竟的完美。

## 軼事

### 歐本海默博士在訪談中對其中一段經文的引用
被譽為「原子彈之父」的理論物理學家羅伯特·歐本海默博士在談及他對於發明原子彈一事的感受時引用了《薄伽梵歌》的其中一段經文：
現在我成了死神──諸世界的毀滅者。——朱利葉斯·羅伯特·歐本海默
這段經文因被歐本海默博士引用一事而變得廣為人知。印度教上師斯瓦米·穆昆達南達碩士聲稱這段經文的原意是故事中永遠存活的克里希納神宣稱既是世間萬物的主宰者，也是眾生壽量的計算者，在故事中，克里希納神向阿朱那解釋説 不論他會否參與戰鬥，作為時間的具象化形式的克里希納神最終仍會奪去這場戰爭的全部參與者的性命。
對歐本海默博士引用這段經文這一舉動的原因是甚麼這個問題已有多個解答方案。

## 圖庫

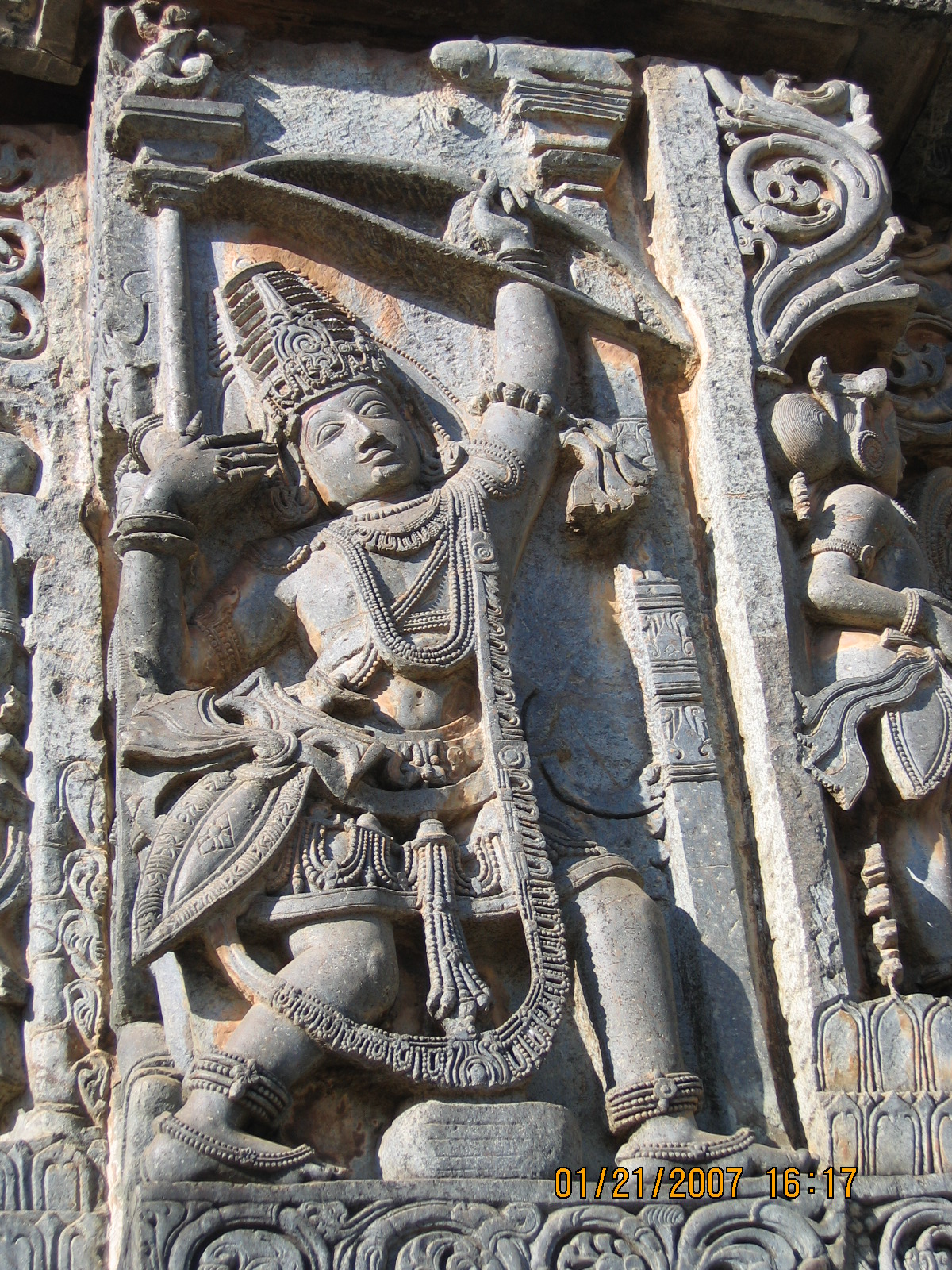
阿周那
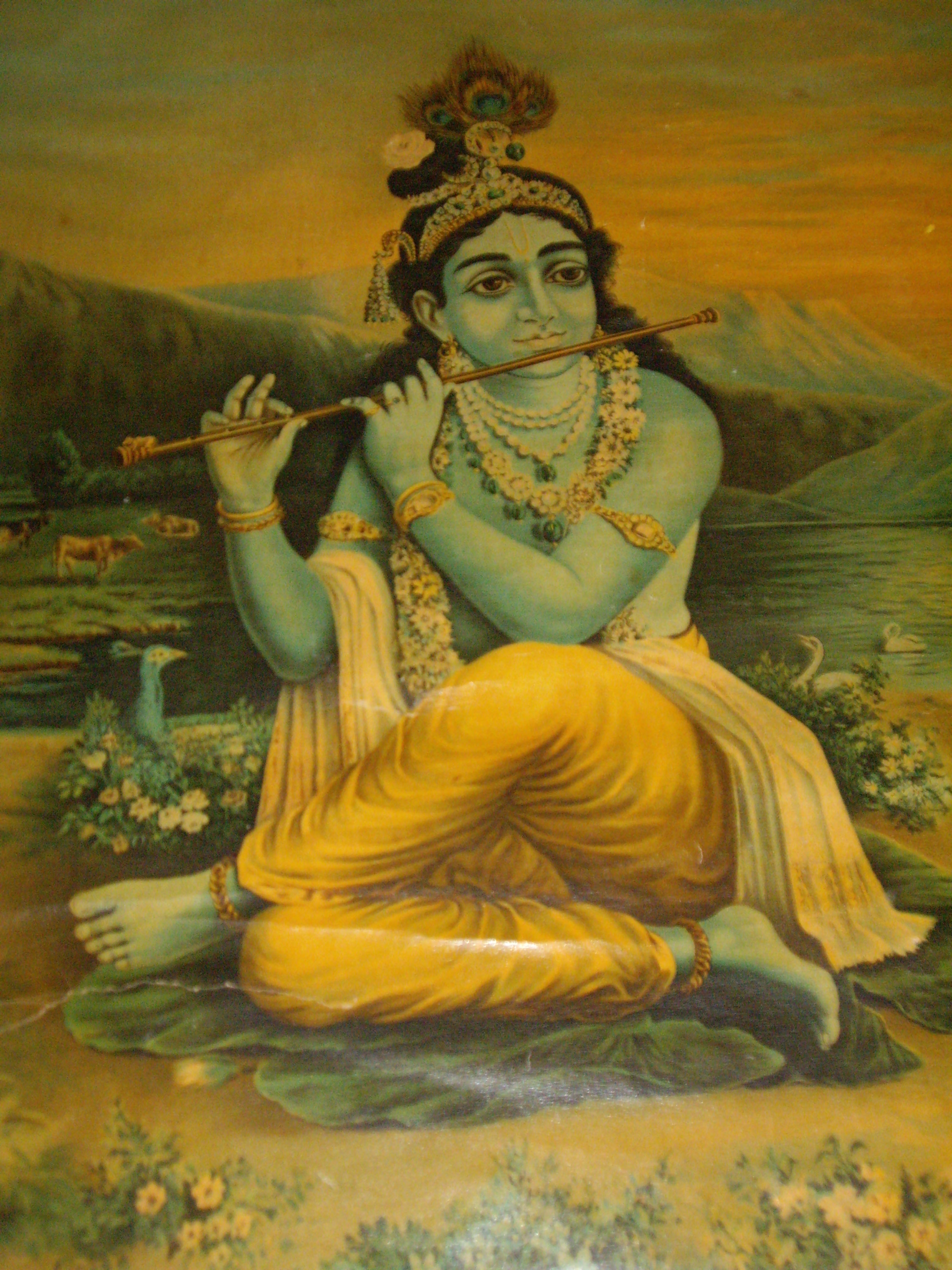
黑天
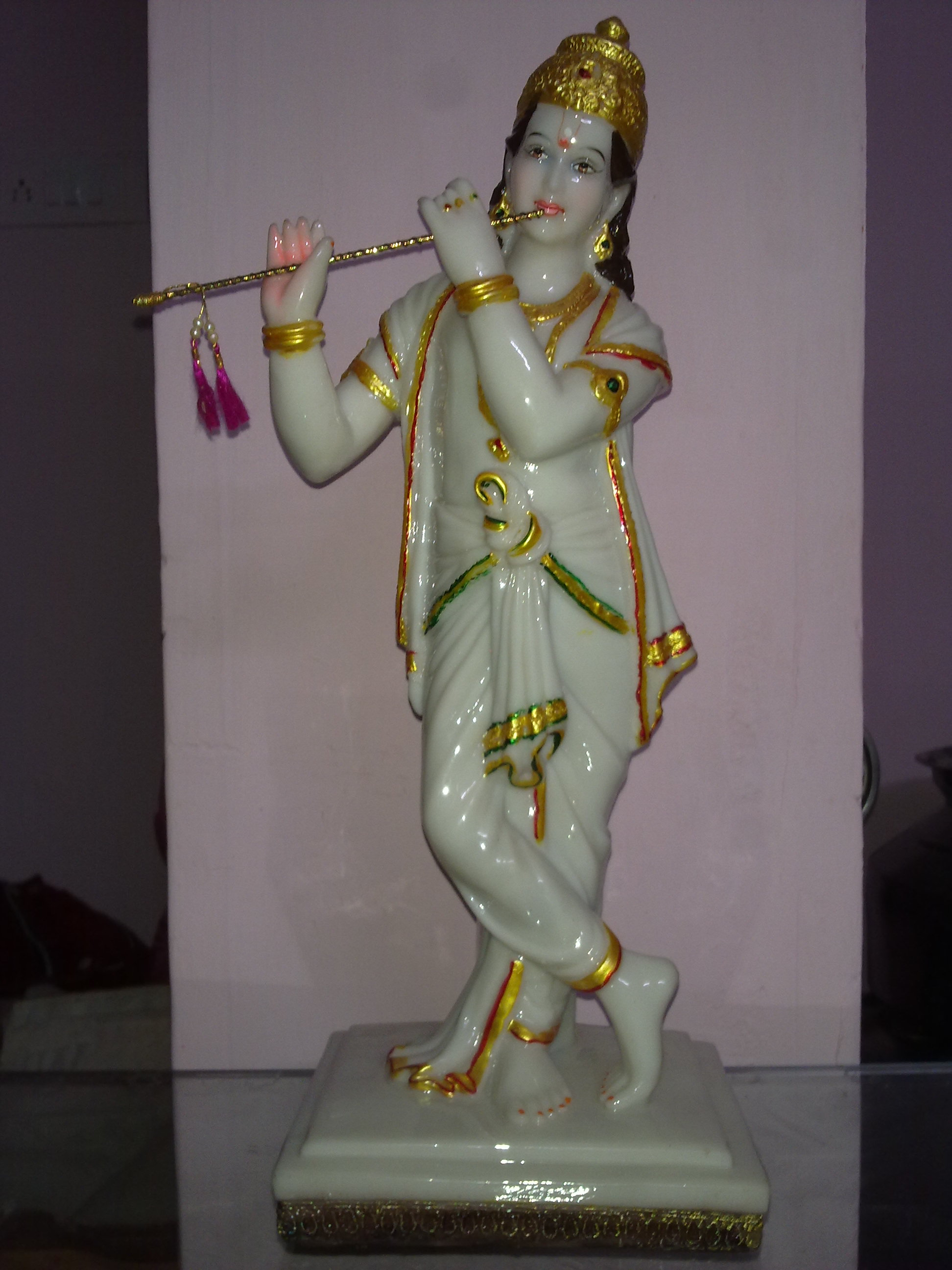
黑天雕像
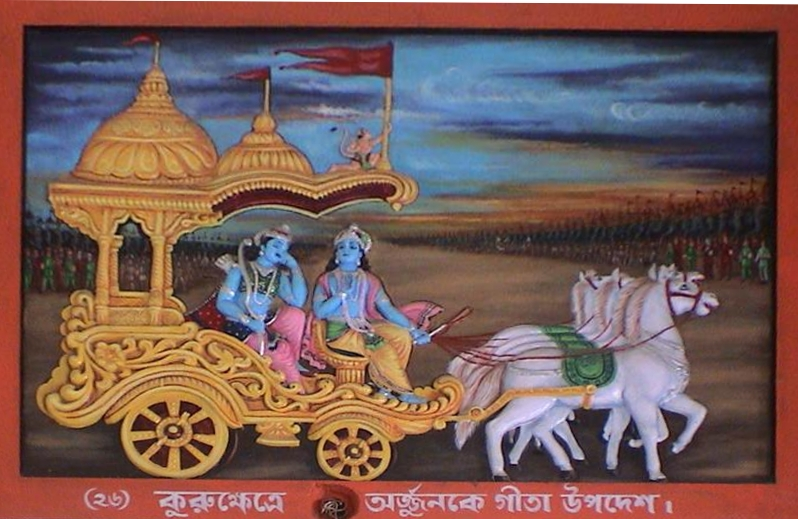
戰車
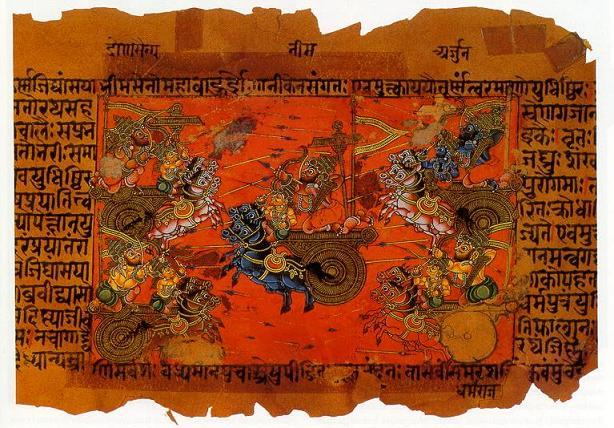
俱盧之戰圖
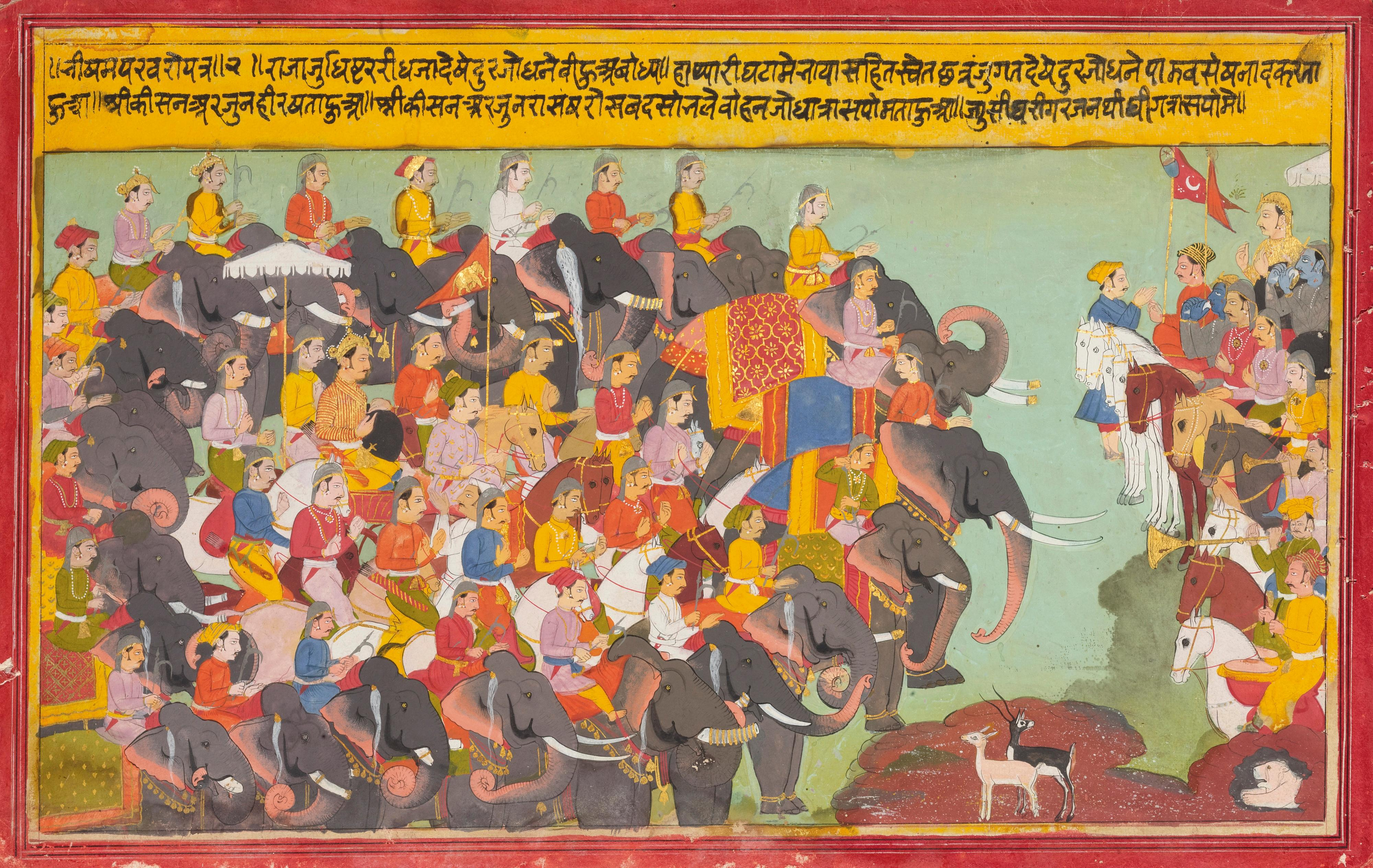
俱盧之戰圖
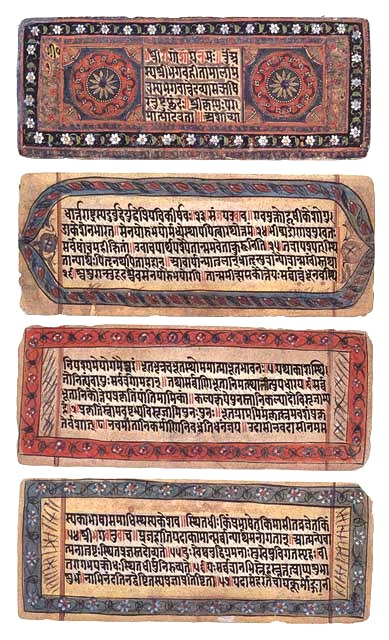
《薄伽梵歌》19世紀的手稿
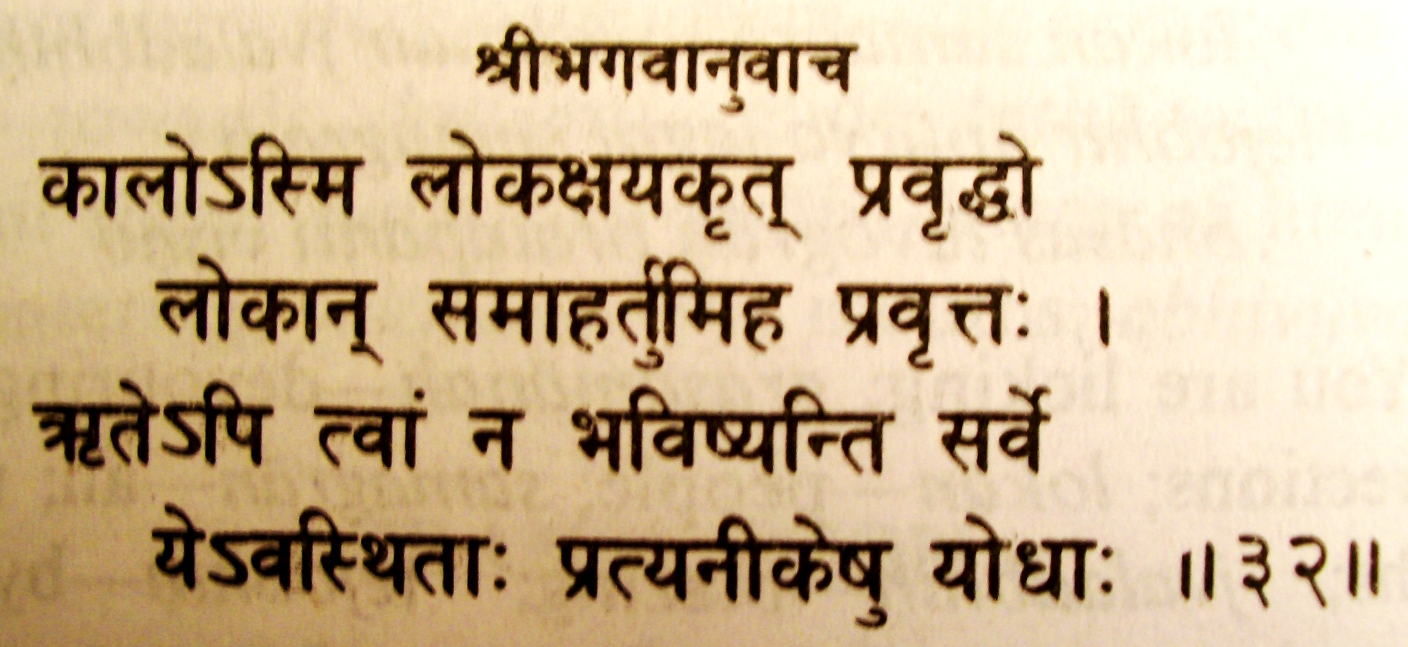
《薄伽梵歌》的部份經文

## 延伸閱讀
- Davis, Richard H., , Princeton University Press, 2014  [2016-11-16], （原始内容存档于2016-11-16）
- Palshikar, Sanjay. Evil and the Philosophy of Retribution: Modern Commentaries on the Bhagavad-Gita (Routledge, 2015).

## 外部連結
- 《薄伽梵經》（原始內容連結）

- 梵語维基文库中与本条目相关的原始文献：भगवद्गीता
- 维基文库中的相關文獻：The Bhagavad Gita (Arnold translation)
- 中的“Bhagavad Gita”